# Khe mông
Khe mông hay khe hở mông (tiếng Anh: intergluteal cleft hoặc gluteal cleft) là rãnh giữa hai mông, chạy từ ngay dưới xương cùng đến tầng sinh môn.